# HD 222109
HD 222109 är en dubbelstjärna belägen i den norra delen av stjärnbilden Andromeda. Den har en kombinerad skenbar magnitud av ca 5,80 och är svagt synlig för blotta ögat där ljusföroreningar ej förekommer. Baserat på parallaxmätning inom Hipparcosuppdraget på ca 4,0 mas, beräknas den befinna sig på ett avstånd på ca 800 ljusår (ca 250 parsek) från solen. Den rör sig närmare solen med en heliocentrisk radialhastighet på ca -23 km/s.

## Egenskaper
Primärstjärnan HD 222109 A är en blå till vit stjärna i huvudserien av spektralklass B8 V. Den har en massa som är ca 2,9 solmassor, en radie som är ca 4,7 solradier och har ca 356 gånger solens utstrålning av energi från dess fotosfär vid en genomsnittlig effektiv temperatur av ca 12 200 K.
Följeslagare av magnitud 7,38 ligger med en vinkelseparation av 0,41 bågsekunder. Paret cirkulerar kring varandra med en omloppsperiod av 351,22 år och en excentricitet av 0,39.